# Verlus
Verlus é uma comuna francesa na região administrativa de Occitânia, no departamento de Gers. Estende-se por uma área de 6,19 km². Em 2010 a comuna tinha 112 habitantes (densidade: 18,1 hab./km²).